# Síť k ochraně demokracie
Síť k ochraně demokracie (zkráceně jen Ochrana demokracie) je česká neformální organizace (sdružení), která od roku 2020 propojuje významné osobnosti a organizace z různých oborů. Cílem je monitoring hrozeb pro demokracii v osmi klíčových oblastech a následná diskuse, prezentace a snaha o možnou nápravu. Organizace je koordinována skrze iniciativu Rekonstrukce státu a navazuje na její dřívější projekt Mantinely demokracie.
Síť k ochraně demokracie je neformální iniciativou bez právní subjektivity.
Organizace, které se k síti připojili, jsou jak soukromé firmy, tak i mnoho sdružení, neziskových organizací a občanských iniciativ, jak např. Centrum Paraple, Liftago, Divadlo Archa, Hlídač Státu, Hnutí DUHA, Glopolis nebo Česká rada dětí a mládeže.
| „                                                             | Je důležité naučit se hledat to, co nás spojuje, nikoliv rozděluje. Síť k ochraně demokracie má ambici spojovat lidi z různých stran názorového spektra, aby díky věcné argumentaci hledali co nejširší shodu na tom, co je nezbytným předpokladem zachování demokracie v České republice. | “ |
| — Pavel Franc, ředitel Frank Bold a garant Rekonstrukce státu | |   |

## Osobnosti
Na fungování sítě dohlíží tzv. garantky a garanti z různých oborů, např.:
- Pavel Pafko
- Lída Rakušanová
- Rut Kolínská
- Petr Pithart
- Magda Vašáryová
- Václav Malý
- Daniel Kroupa
- Eliška Wagnerová